# Olaf Scholz

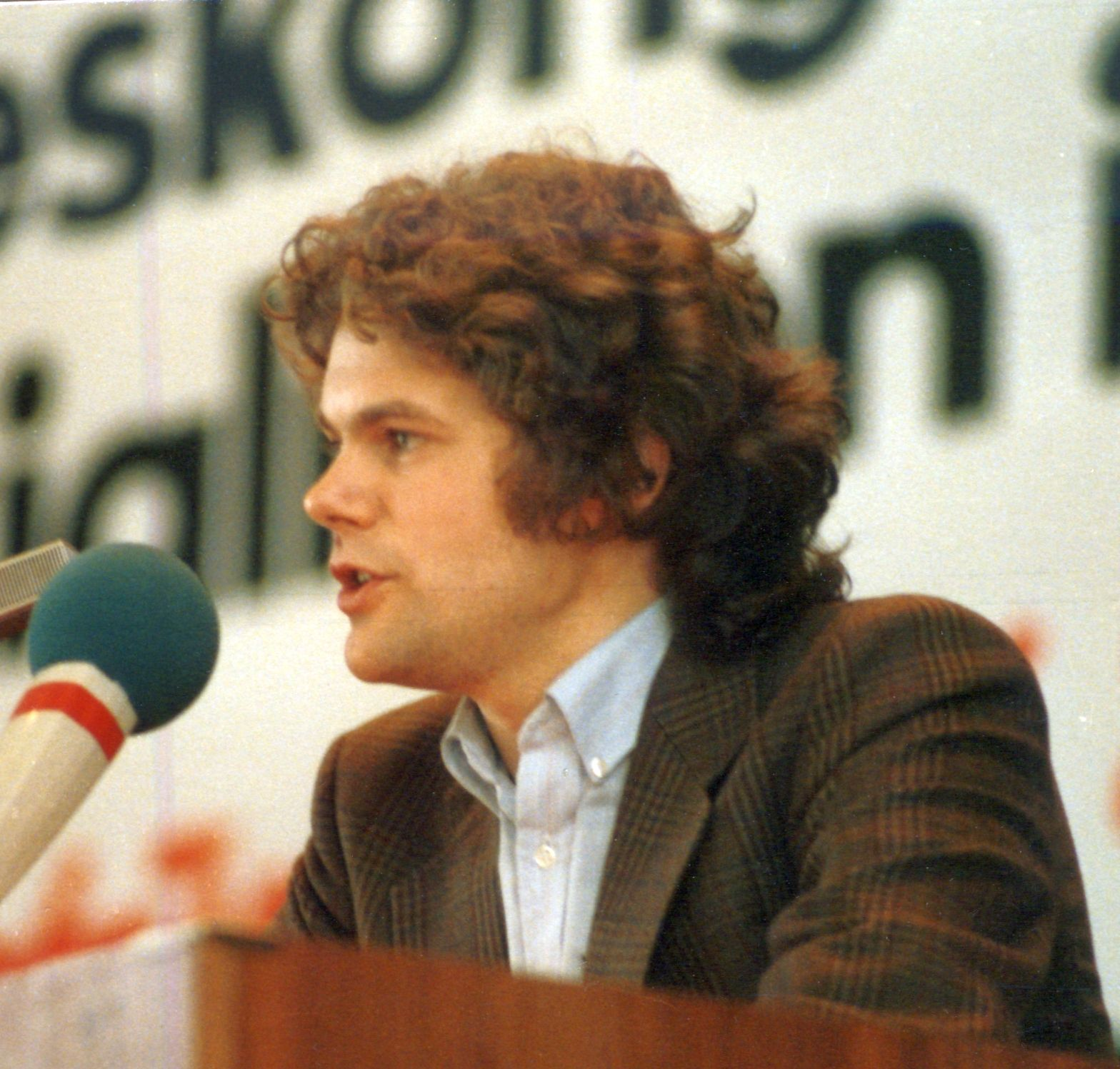
Olaf Scholz 1984.

Olaf Scholz, född 14 juni 1958 i Osnabrück i Niedersachsen, är en tysk socialdemokratisk politiker tillhörande SPD, som var Tysklands förbundskansler från 2021 till 2025. Scholz var vice förbundskansler och finansminister 2018–2021 i Angela Merkels regering.

## Biografi

### Tidiga år
Olaf Scholz växte upp som äldst av tre bröder i stadsdelen Rahlstedt i Hamburg. Föräldrarna arbetade inom textilbranschen.
Han tog studentexamen 1977 vid Heegengymnasiet i Rahlstedt och gjorde civilplikt, varefter han studerade juridik vid Hamburgs universitet och tog examen 1985. Sedan dess är han advokat specialiserad på arbetsrätt och delägare i firman Zimmermann, Scholz und Partner i Hamburg. Från 1990 till 1998 företrädde han även den tyska konsumrörelsens centralförbund som jurist.

### Politisk karriär
Scholz var Tysklands vice förbundskansler och finansminister 14 mars 2018–8 december 2021. Innan dess var han ordförande för SPD i Hamburg och från 7 mars 2011–13 mars 2018 förste borgmästare i Hamburg. Från november 2007 till oktober 2009 ingick han i Tysklands federala regering som Tysklands arbets- och socialminister. 
Från oktober 2005 till november 2007 var Scholz  SPD:s gruppledare i Förbundsdagen. Från maj till oktober 2001 var han inrikessenator (ledamot i delstatsregeringen med ansvar för inrikesfrågor) i Hamburg och från 2002 till 2004 SPD:s generalsekreterare på nationell nivå.
SPD:s partiledare Andrea Nahles avgick från sin post i juni 2019. Scholz ställde upp som partiledarkandidat med Klara Geywitz som medkandidat, och var inledningsvis favorittippad. I den inledande medlemsomröstningen fick Scholz och Geywitz flest röster, 22,7 procent. På andra plats kom Saskia Esken och Norbert Walter-Borjans med 21,0 procent. Eftersom inget kandidatpar fick egen majoritet genomfördes en andra medlemsomröstning i slutet av november. I denna fick Esken och Walter-Borjans 53 procent mot 45 procent för Scholz och Geywitz. Scholz och Geywitz hade uttalat sig för att stanna i den stora koalitionen med CDU, medan Esken och Walter-Borjans, som räknas till SPD:s vänsterfalang, sagt att de var villiga att lämna samarbetet. Ett förslag om att omedelbart lämna samarbetet röstades dock ner på den kongress som valde Walter-Borjans och Esken till partiledare, och Scholz stannade i regeringen som finansminister och vicekansler.
Den 10 augusti 2020 nominerades Scholz till SPD:s kandidat till Tysklands förbundskansler inför förbundsdagsvalet 2021.

## Tysklands förbundskansler (2021–2025)
Den 8 december 2021 valdes Scholz till förbundskansler, med stöd av den så kallade trafikljuskoalitionen bestående av socialdemokratiska SPD (röd), liberala FDP (gul) och gröna Die Grünen (grön). Valet bekräftades samma dag av president Frank-Walter Steinmeier som i enlighet med grundlagen utsåg Scholz till ny kansler och därmed entledigade Angela Merkel från uppdraget.
Scholz är den äldste som installerats som förbundskansler sedan 1963 då Ludwig Erhard installerades i en ålder av 66 år. 
I december 2021 besökte Scholz Warszawa där han mötte Polens premiärminister Mateusz Morawiecki för diskussion angående projektet Nord Stream 2. Kort före Rysslands invasion av Ukraina 2022 annonserade Scholz att Nord Stream 2-projektet skulle avstanna, beslutet togs den 22 februari 2022.
Olaf Scholz avgick som förbundskansler den 6 maj 2025. Han efterträddes av Friedrich Merz.

## Familj
Olaf Scholz är sedan 1998 gift med SPD-politikern Britta Ernst och som borgmästare bodde Scholz i den gamla staden i Hamburgstadsdelen Altona. Sedan 2018 bor paret i Potsdam.
Han har två bröder: Jens, läkare och styrelseordförande på Schleswig-Holsteins universitetssjukhus, och Ingo som är chef på ett IT-företag i Hamburg.

## Bildgalleri

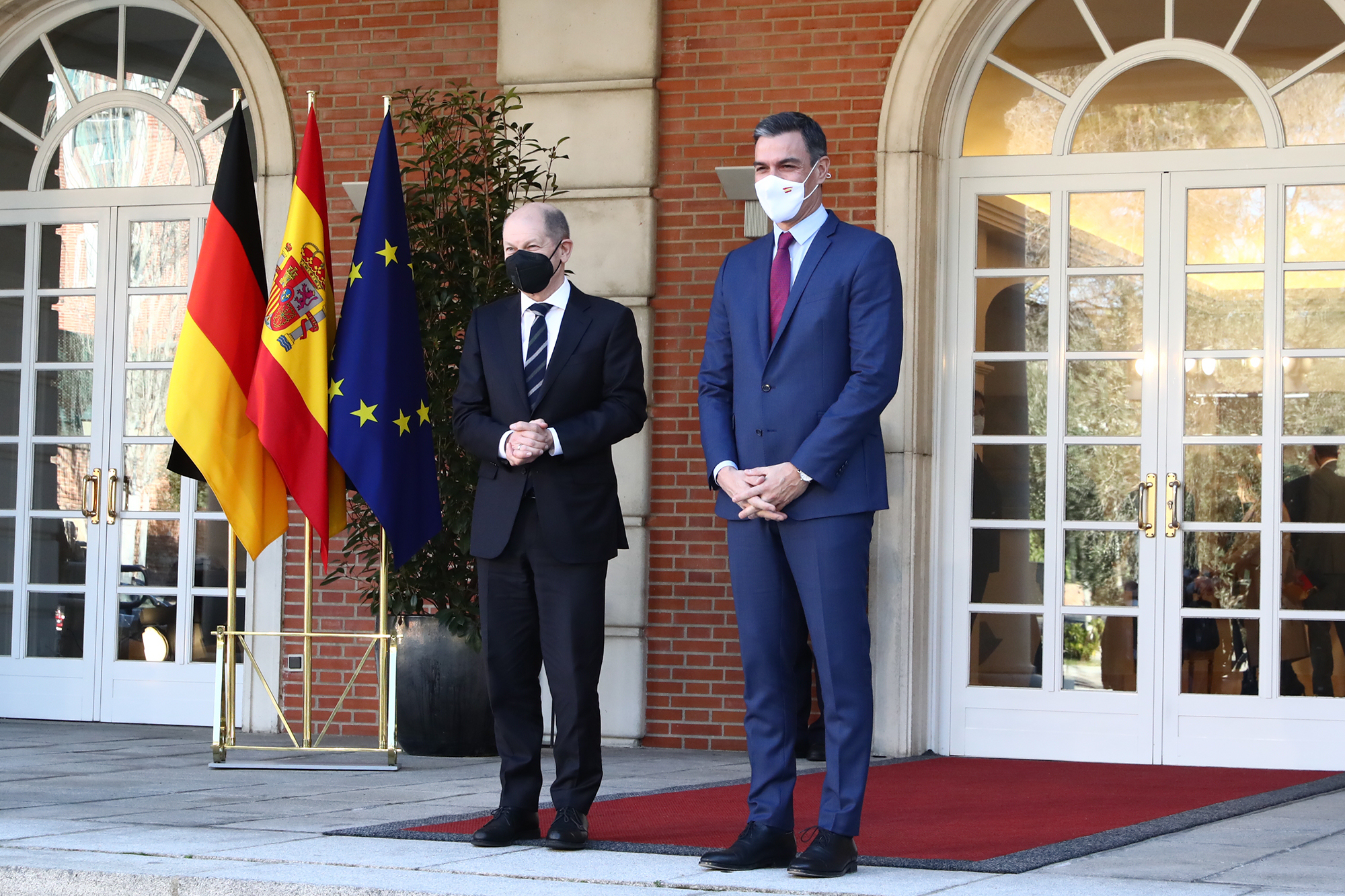
Scholz tillsammans med Spaniens premiärminister Pedro Sánchez, 17 januari 2022.
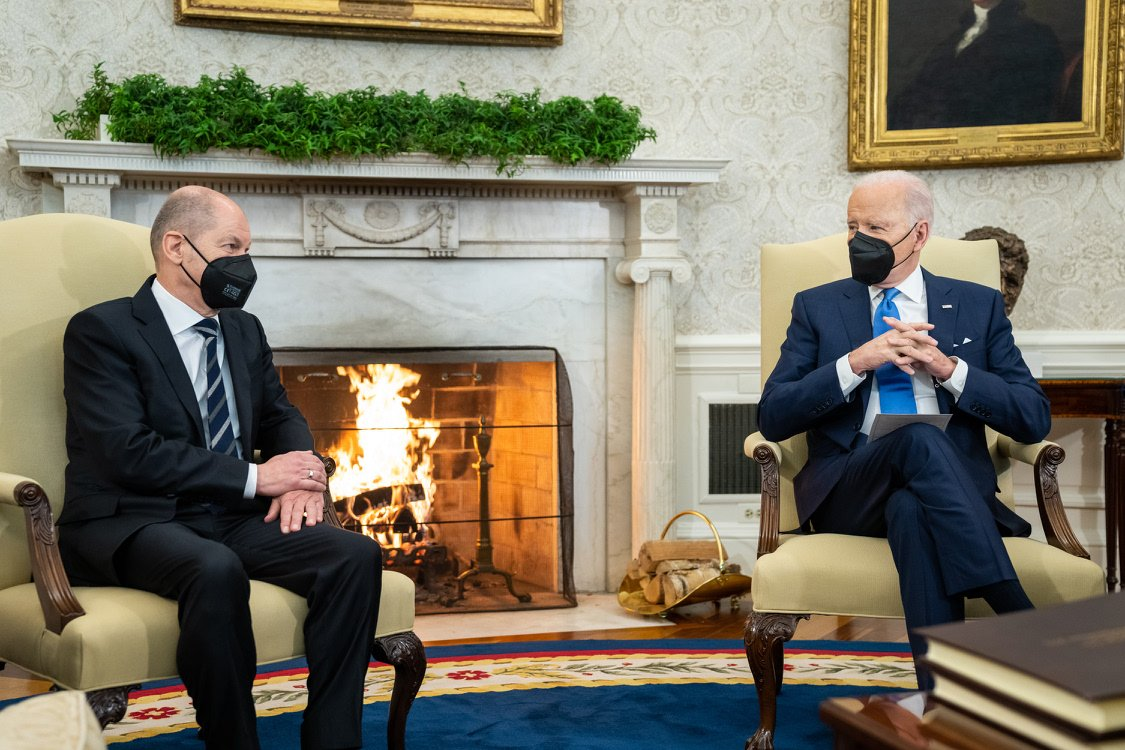
Scholz tillsammans med USA:s president Joe Biden, 7 februari 2022.
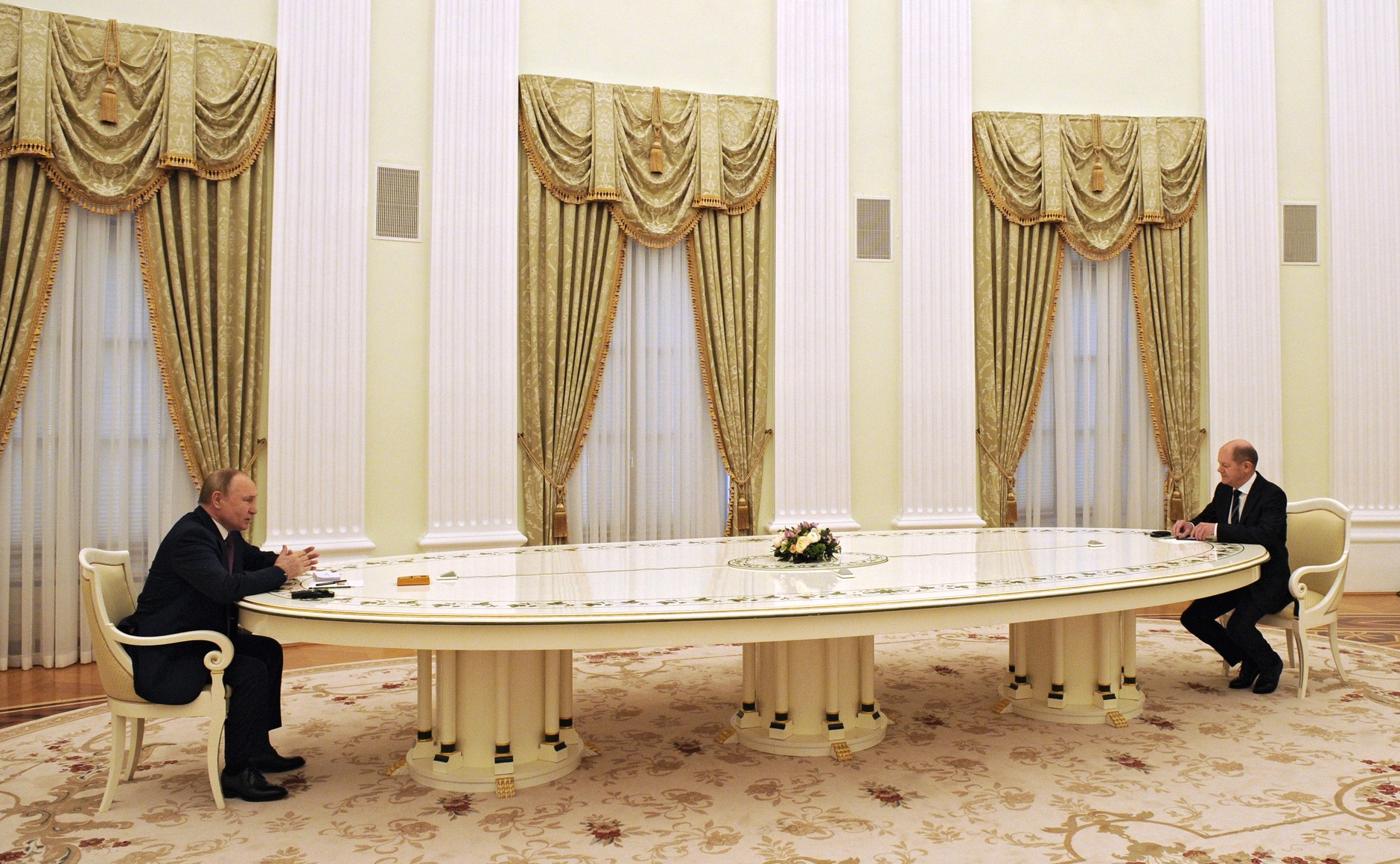
Scholz mötte Rysslands president Vladimir Putin, 15 februari 2022.
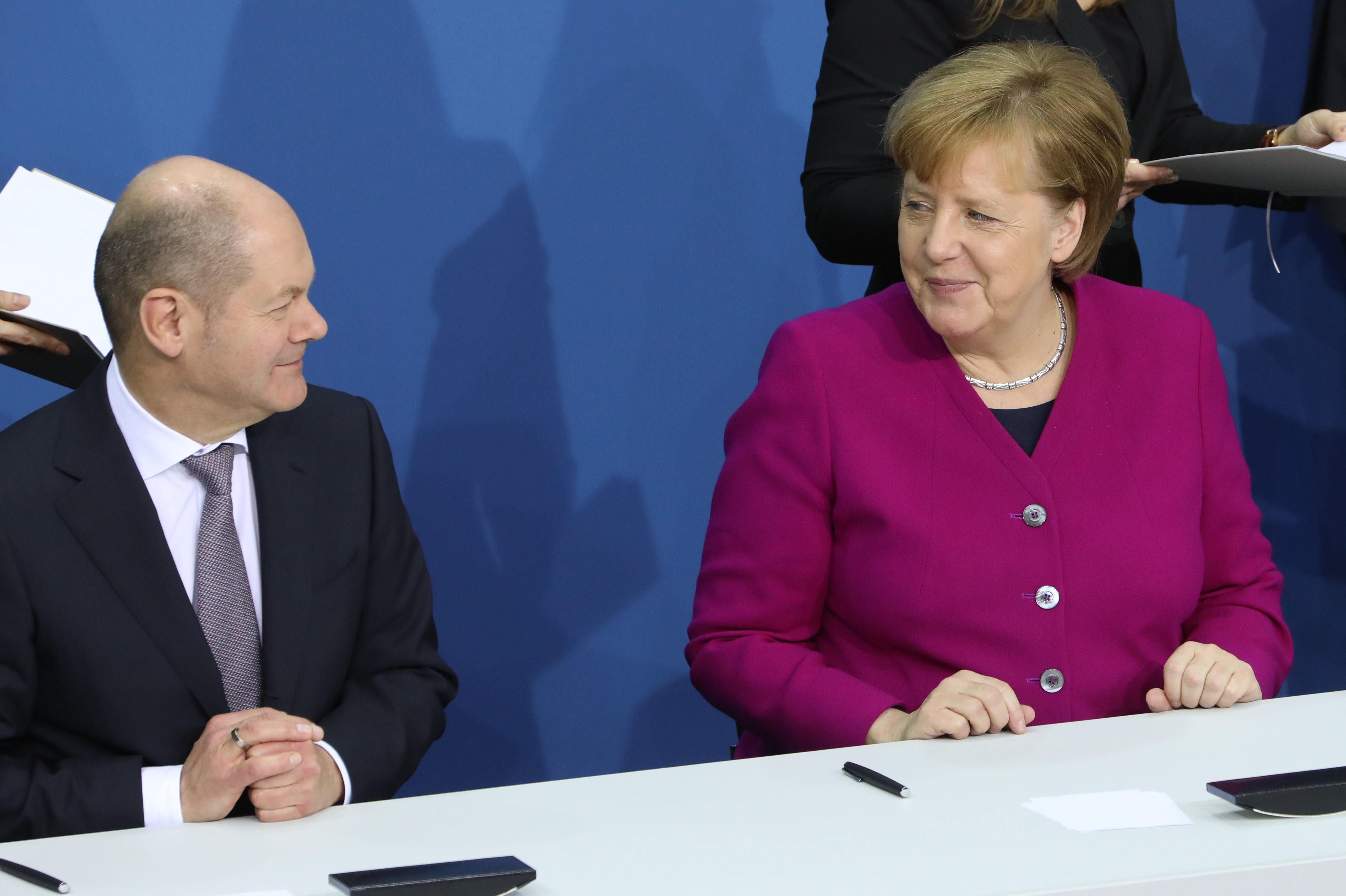
Scholz med Tysklands förbundskansler (2005–2021) Angela Merkel, 2018.